# Munda fasciata
Munda fasciata är en insektsart som först beskrevs av Wilhem de Haan 1842.  Munda fasciata ingår i släktet Munda och familjen syrsor. Inga underarter finns listade i Catalogue of Life.